# Bindahara jolcus
Bindahara jolcus är en fjärilsart som beskrevs av Felder 1860. Bindahara jolcus ingår i släktet Bindahara och familjen juvelvingar. Inga underarter finns listade i Catalogue of Life.